# ノースランド地方
ノースランド地方（ノースランドちほう、英: Northland Region、マオリ語: Te Tai-tokerau、Te Hiku-o-te-Ika、「魚の物語」の意）は、ニュージーランドの北島最北端の地方で、その地方内の地区の名称でもある。地方の中心都市はファンガレイである。

## 主要都市
- ファンガレイ
- カイタイア
- ラッセル（英語版）
- カイコヘ（英語版）
- ダーガビル（英語版）
- パイヒア（英語版）
- ケリケリ
- カワカワ（英語版）